# Schloss Kendeffy

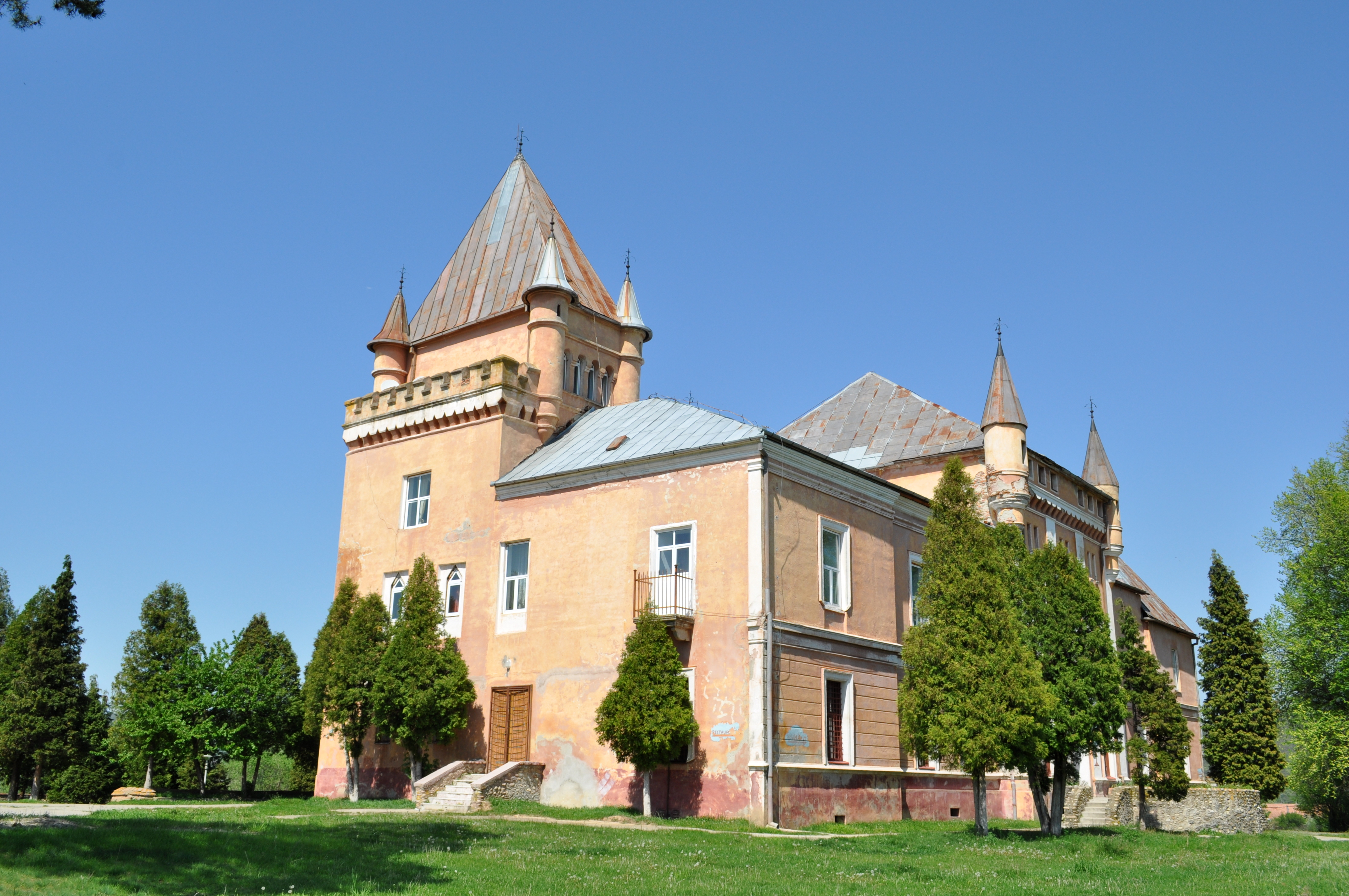
Schloss Kendeffy

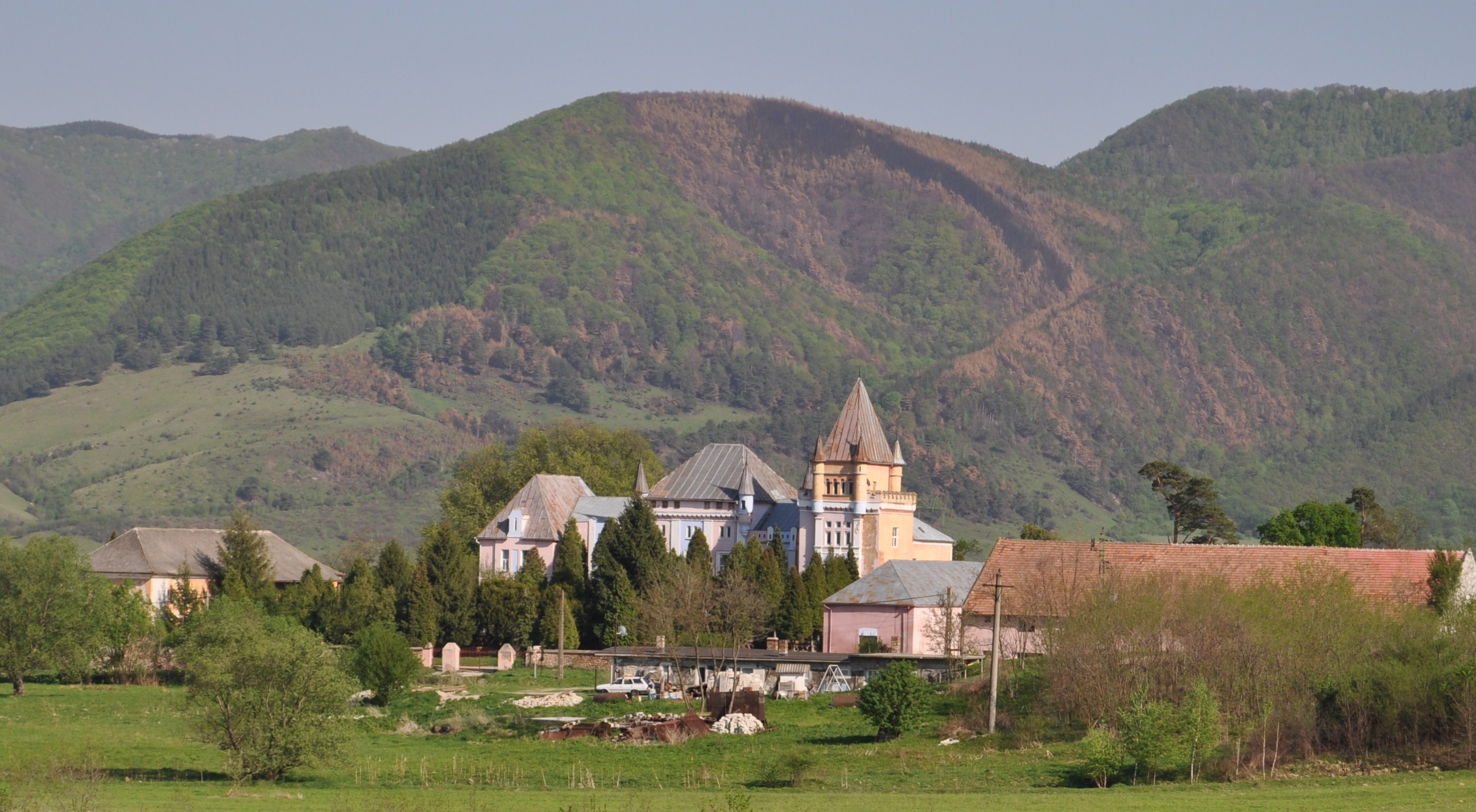
Fernansicht

Das Schloss Kendeffy befindet sich in Siebenbürgen im Kreis Hunedoara in der  rumänischen Gemeinde Sântămăria-Orlea.

## Geschichte
Das denkmalgeschützte Schloss wurde von der Familie der Grafen Kendeffy de Malomvís (Malomhaz), die ursprünglich den Namen Cândea (auch Cândeşti) getragen hatten, im Jahr 1782 errichtet. Den Schlosspark legte man erst im 19. Jahrhundert an. Im Jahr 1946 wurde der Besitz im Rahmen der Agrarreform verstaatlicht. Seit 1984 wird das Schloss an der Kreisstraße DJ 686 als Hotel genutzt.